# NGC 237
NGC 237 (również PGC 2597 lub UGC 461) – galaktyka spiralna z poprzeczką (SBc), znajdująca się w gwiazdozbiorze Wieloryba. Jest to galaktyka z aktywnym jądrem.
Odkrył ją Truman Henry Safford 27 września 1867 roku. Jednak wyniki jego obserwacji zostały opublikowane dopiero w roku 1887 i nie zostały uwzględnione w New General Catalogue Johna Dreyera; często podaje się, że galaktykę odkrył Lewis A. Swift 21 listopada 1886 roku, gdyż to on został wymieniony w katalogu Dreyera jako jej odkrywca.